# Karl Franz Klose
Karl Franz Klose (* 1897 in Glatz, Landkreis Glatz, Provinz Schlesien; † 1984) war ein deutscher Fotograf.
Karl Franz Klose arbeitete von 1940 bis 1944 im photographischen Archiv in Breslau. Nach der Vertreibung war er von 1949 bis 1965 hauptamtlicher Fotograf bei der Westfälischen Landesbildstelle in Münster.

## Werke
- Die schlesische Landschaft. Zehnfach interessantes Land. 165 Meisteraufnahmen von Karl Franz Klose. Mit Worten von Arnold Ulitz, Ernst Schenke, Stefan Sturm, Hans Niekrawietz, Schlesien-Verlag, Breslau
- Deutsche Beskiden : 172 Meisteraufnahmen aus den 3 schlesischen Beskidenkreisen, Schlesien-Verlag, Breslau